# Kopi Kade
Kopi Kade – lankijska opera mydlana, emitowana na kanale ITN od 1 kwietnia 1987.
Serial jest nadawany raz w tygodniu. 1000. odcinek został wyemitowany w 2006 roku, zaś 2000. odcinek emitowano 20 października 2024 roku.